# 丁明
丁明（？—1年），山阳郡瑕丘（今山东省兖州市）人，汉朝政治人物。汉哀帝母亲丁姬之兄。前7年，汉哀帝即位，封阳安侯。前5年，被任命为大司马、卫将军。前2年，改任大司马、骠骑将军。不久免职。公元1年，被王莽所杀。